# Vuelta al Táchira 2017
La 52.ª edición de la competición ciclista Vuelta al Táchira (nombre oficial Vuelta al Táchira en Bicicleta), se celebró en Venezuela entre el 13 y el 22 de enero de 2017 sobre un recorrido de 1364,3 kilómetros. El evento comprendió un recorrido con diez etapas, transitando por los estados de Barinas, Mérida y Táchira.
La prueba hizo parte del UCI America Tour 2017 dentro de la categoría 2.2 (última categoría de estos circuitos), siendo la primera competición del calendario ciclista internacional americano.
La carrera fue ganada por el corredor venezolano Jonathan Salinas, en segundo lugar Jimmy Briceño y en tercer lugar Jhorman Flores.

## Recorrido
La Vuelta al Táchira dispuso de diez etapas para un recorrido total de 1364,3 kilómetros.

## Equipos participantes
Tomaron parte en la carrera 27 equipos. Formando así un pelotón de 151 ciclistas.
| Equipos                                            |
| -------------------------------------------------- |
| Club Lotería Del Táchira Corpointa                 |
| Cobiserta ONA IDT                                  |
| Fundación Misael Silva                             |
| JHS Aves                                           |
| Fund Johan Santana Cafe Vittoria                   |
| Amo Táchira Concafe San Pedro Del Rio              |
| FedeIndustria Vencedores Bicentenario Bic Castilla |
| Gob Barinas Alc Bol BolÍvar Irdeb                  |
| Inv Alexander Oasi Cavett Inv Floguz FSV           |
| Fund Orgullo Andino 9 Grados                       |
| Gob Carabobo Fund Angie González Moto Osorio       |
| Gob Bolivariana Del Zulia - Lotería Del Zulia      |
| Grupo JHS                                          |
| Banco Bicentenario Gob Yaracuy                     |
| Gob Bol Trujillo Café Flor De Patria               |
| La Vina Avelina Ray Sport                          |
| Kino Táchira                                       |
| Gob Mérida FundaRujano                             |
| Aero Cycling Team República Dominicana             |
| Arenas Tlax México                                 |
| HYF Colombia                                       |
| Fund Hernan Buenahora Colombia                     |
| JB Ropa Deportiva Flowerpack                       |
| Aroma Y Tanga                                      |
| Selección Regional Chile                           |
| Selección Nacional De Cuba                         |
| Androni Giocattoli-Sidermec                        |

## Etapas
| Etapa | Fecha       | Recorrido                              |  | Km    | Ganador           | Líder            |
| 1ª    | 13 de enero | San Cristóbal – Táriba – San Cristóbal |  | 102,9 | Raffaello Bonusi  | Raffaello Bonusi |
| 2ª    | 14 de enero | El Piñal - Borotá                      |  | 134,1 | Jackson Rodríguez | John Nava        |
| 3ª    | 15 de enero | San Cristóbal - San Cristóbal          |  | 115,2 | Jonathan Monsalve | John Nava        |
| 4ª    | 16 de enero | Santa Ana del Táchira - Santa Bárbara  |  | 165,2 | Wilmer Bravo      | Jhon Nava        |
| 5ª    | 17 de enero | Socopó - Santo Domingo                 |  | 141,7 | Jonathan Salinas  | John Nava        |
| 6ª    | 18 de enero | Mérida - Tovar                         |  | 128,7 | Carlos Torres     | John Nava        |
| 7ª    | 19 de enero | Santa Cruz de Mora - La Grita          |  | 171,6 | Roniel Campos     | John Nava        |
| 8ª    | 20 de enero | La Fría - Casa del Padre               |  | 129,7 | Jonathan Salinas  | Jonathan Salinas |
| 9ª    | 21 de enero | Ureña - San Antonio - Cerro El Cristo  |  | 99    | Jimmy Briceño     | Jonathan Salinas |
| 10.ª  | 22 de enero | Rubio - San Cristóbal                  |  | 94,2  | José Mendoza      | Jonathan Salinas |

## Clasificaciones finales
- Las clasificaciones finalizaron de la siguiente forma:[5]

### Clasificación general
| Posición | Ciclista          | Equipo                             | Tiempo    |
| -------- | ----------------- | ---------------------------------- | --------- |
|          | Jonathan Salinas  | Kino Táchira                       | 33:02:45  |
| 2.º      | Jimmy Briceño     | Grupo JHS                          | +00:00:52 |
| 3.º      | Jhorman Flores    | JHS Aves                           | +00:01:03 |
| 4.º      | Jonathan Monsalve | JHS Aves                           | +00:01:11 |
| 5.º      | Roniel Campos     | Banco Bicentenario Gob Yaracuy     | +00:01:38 |
| 6.º      | Eduin Becerra     | Kino Táchira                       | +00:03:04 |
| 7.º      | Ivan Ramiro Sosa  | Androni Giocattoli                 | +00:03:48 |
| 8.º      | Dario Osorio      | Trujillo Café Flor De Patria       | +00:04:31 |
| 9.º      | Jackson Rodríguez | JHS Aves                           | +00:06:48 |
| 10.º     | Ronald González   | Club Lotería del Táchira Corpointa | +00:06:50 |

### Clasificación de la montaña
| Posición | Ciclista         | Equipo                   | Puntos |
| -------- | ---------------- | ------------------------ | ------ |
|          | Jonathan Salinas | Kino Táchira Royal Bikes | 10     |
| 2.º      | John Nava        | Kino Táchira Royal Bikes | 7      |
| 3.º      | Jhorman Flores   | JHS Aves                 | 7      |

### Clasificación por puntos
| Posición | Ciclista          | Equipo                   | Puntos |
| -------- | ----------------- | ------------------------ | ------ |
|          | Jonathan Salinas  | Kino Táchira Royal Bikes | 77     |
| 2.º      | Jonathan Monsalve | JHS Aves                 | 75     |
| 3.º      | Wilmen Bravo      | Grupo JHS                | 56     |

### Clasificación de los sprint
| Posición | Ciclista         | Equipo                            | Puntos |
| -------- | ---------------- | --------------------------------- | ------ |
|          | Wilmen Bravo     | Grupo JHS                         | 23     |
| 2.º      | Fernando Briceño | Gob Barinas Alc Bol Bolívar Irdeb | 21     |
| 3.º      | Isaac Yaguaro    | Fundación Misael Silva Roa        | 21     |

### Clasificación Sub-23
| Posición | Ciclista         | Equipo                                | Tiempo    |
| -------- | ---------------- | ------------------------------------- | --------- |
|          | Ivan Sosa        | Androni Giocattoli-Sidermec           | 16:34:43  |
| 2.º      | Anderson Paredes | Banco Bicentenario Gob Yaracuy        | +00:01:36 |
| 3.º      | Gabriel Mendoza  | Amo Táchira Concafe San Pedro del Río | +00:02:28 |

### Clasificación por Equipos
| Posición | Equipo                   | Tiempo    |
| -------- | ------------------------ | --------- |
|          | JHS Aves                 | 49:42:05  |
| 2.º      | Kino Táchira Royal Bikes | +00:00:25 |
| 3.º      | Grupo JHS                | +00:05:34 |

## Evolución de las clasificaciones
| Etapa (Vencedor)              | Clasificación general | Clasificación de la montaña | Clasificación por puntos | Clasificación de los sprint | Clasificación por equipos   |
| ----------------------------- | --------------------- | --------------------------- | ------------------------ | --------------------------- | --------------------------- |
| 1.ª etapa (Raffaello Bonusi)  | Raffaello Bonusi      | No se entregó               | Raffaello Bonusi         | John Nava                   | Androni Giocattoli-Sidermec |
| 2.ª etapa (Jackson Rodríguez) | Jhon Nava             | Jhon Nava                   | Jhon Nava                | John Nava                   | Grupo JHS                   |
| 3.ª etapa (Jonathan Monsalve) | Jhon Nava             | Jhon Nava                   | Jonathan Monsalve        | John Nava                   | HYF Colombia                |
| 4.ª etapa (Wilmen Bravo)      | Jhon Nava             | Jhon Nava                   | Wilmen Bravo             | Wilmen Bravo                | HYF Colombia                |
| 5.ª etapa (Jonathan Salinas)  | Jhon Nava             | Jonathan Salinas            | Jonathan Monsalve        | Wilmen Bravo                | JHS Aves                    |
| 6.ª etapa (Carlos Torres)     | Jhon Nava             | Jonathan Salinas            | Jonathan Monsalve        | Isaac Yaguaro               | JHS Aves                    |
| 7.ª etapa (Roniel Campos)     | Jhon Nava             | Jonathan Salinas            | Jonathan Salinas         | Wilmen Bravo                | Kino Táchira Royal Bikes    |
| 8.ª etapa (Jonathan Salinas)  | Jonathan Salinas      | Jonathan Salinas            | Jonathan Salinas         | Wilmen Bravo                | JHS Aves                    |
| 9.ª etapa (Jimmy Briceño)     | Jonathan Salinas      | Jonathan Salinas            | Jonathan Monsalve        | Wilmen Bravo                | JHS Aves                    |
| 10.ª etapa (José Mendoza)     | Jonathan Salinas      | Jonathan Salinas            | Jonathan Monsalve        | Wilmen Bravo                | JHS Aves                    |
| Final                         | Jonathan Salinas      | Jonathan Salinas            | Jonathan Monsalve        | Wilmen Bravo                | JHS Aves                    |

## UCI World Ranking
La Vuelta al Táchira otorga puntos para el UCI America Tour 2017 y el UCI World Ranking, este último para corredores de los equipos en las categorías UCI ProTeam, Profesional Continental y Equipos Continentales. Las siguientes tablas son el baremo de puntuación y los corredores que obtuvieron puntos:
| Posición              | 1.ª | 2.ª | 3.ª | 4.ª | 5.ª | 6.ª | 7.ª | 8.ª | 9.ª | 10.ª |
| Clasificación general | 40  | 30  | 25  | 20  | 15  | 10  | 5   | 3   | 3   | 3    |
| Por etapa             | 7   | 3   | 1   |     |     |     |     |     |     |      |
| Líder                 | 1   |     |     |     |     |     |     |     |     |      |

| Clasificación | Clasificación     | Clasificación               | Clasificación | Clasificación | Clasificación | Clasificación |
| Posición      | Ciclista          | Equipo                      | General       | Etapa         | Líder         | Total         |
| ------------- | ----------------- | --------------------------- | ------------- | ------------- | ------------- | ------------- |
| 1.º           | Yonathan Salinas  |                             | 40            | 14            | 3             | 57            |
| 2.º           | Jimmy Briceño     |                             | 30            | 10            | -             | 40            |
| 3.º           | Jonathan Monsalve |                             | 20            | 17            | -             | 37            |
| 4.º           | Jhorman Flores    |                             | 25            | 5             | -             | 30            |
| 5.º           | Roniel Campos     |                             | 15            | 7             | -             | 22            |
| 6.º           | Eduin Becerra     |                             | 10            | -             | -             | 10            |
| 7.º           | Jackson Rodríguez |                             | 3             | 7             | -             | 10            |
| 8.º           | Ivan Ramiro Sosa  | Androni Giocattoli-Sidermec | 5             | 1             | -             | 6             |
| 9.º           | Ronald González   |                             | 3             | 3             |               | 6             |
| 10.º          | Dario Osorio      |                             | 3             | -             | -             | 3             |